# Ockelbo marknad
Ockelbo marknad är en marknad som återkommer varje sommar och vinter sedan 1981 respektive 1994 i Ockelbo. Marknaden hölls på olika ställen runtom i Ockelbo från starten tills den fann sin nuvarande plats i de centrala delarna av orten år 1993. Till sommarmarknaden lockas årligen cirka 500 knallar och 150 000 besökare.

## Historik

### Sommarmarknaden
Representanter från idrottsföreningarna Ockelbo IF samt Ockelbo BBK träffades år 1980 för att samtala om ett eventuellt regelbundet samarbete mellan de båda föreningarna. Det fanns två tankar bakom detta och det var:
- Sätta Ockelbo kommun på kartan för att på så vis locka fler turister.
- Något som kunde ge de båda föreningarna en viss ekonomisk vinst varje år, detta eftersom föreningarna hade svårt att få pengarna att räcka till.

Strax efteråt hade man kommit överens om att man skulle satsa på en årlig marknad. Därefter bestämde man sig också för att marknaden utöver försäljning skulle innehålla bland annat artistuppträdanden och tivoli. Man anlitade således ett marknadsproffs vid namn Åke Sjöberg för att få igång hela verksamheten.
Den första Ockelbo Marknad hölls sommaren 1981 på Ockelbos idrottsplats, i folkmun kallad "Plan" med cirka 80 knallar, och artister som Hep Stars och Bosse Larsson. Även dragspelaren och underhållaren Hasse Tellemar, då populär genom radioprogrammet Ring så spelar vi, har fungerat som dragplåster för marknaden. Sammanlagt besökte cirka 10 000 personer de första marknaderna på idrottsplatsen. Efter att ha varit ett par år på idrottsplatsen, arrangerade man marknaden på olika ställen runtom i centrala Ockelbo tills man fann den rätta platsen för marknaden, vilket innebär att marknaden arrangeras i de centrala delarna av orten sedan 1991. Sin nuvarande plats har den haft sedan 1993. Marknaden hålls alltid fredag-söndag helgen efter midsommar.

### Vintermarknaden
Med tiden lades önskemål om en vintermarknad fram. Detta diskuterades så småningom med knallarna och Ockelbo kommun vilka ansåg att de skulle vara en bra idé. Sagt och gjort, den första vintermarknaden ägde rum i mars 1994 och fick dessutom ett mer passande innehåll för årstiden – bland annat erbjöd man utöver försäljning både hundspann och snöskotersafari. Vintermarknaden arrangeras sedan början av 2000-talet fredag-lördag första helgen i mars. Anledningen till att den inte arrangeras lördag-söndag är att många från Ockelbo brukar åka eller se på Vasaloppet på söndagen och arrangörerna märkte att besöksantalet därför kraftigt gick ned på söndagen.

### Artister som besökt marknaden
Här nedan följer en lista på ett urval av artister som besökt marknaden under årens lopp:
- Hep Stars
- Bosse "Allsång" Larsson
- Brandsta City Släckers
- Östen med Resten
- Pistvakt
- Svenne Rubins
- Kikki Danielsson
- The Boppers
- Brolle Jr
- Nina & Kim
- Rednex

## Organisation
Ett väl fungerande samarbete krävs för att det hela ska fungera. Samarbetet mellan Ockelbo kommun, affärsmännen i Ockelbo samt idrottsföreningarna är därför viktigt. I princip drivs marknaden på ideell basis av medlemmar från Ockelbo IF och Ockelbo BBK, samt Ockelbo SK och Ockelbo OK som hjälper till med parkeringar med mera.

### Sommarmarknaden
Ockelbo sommarmarknad infaller alltid helgen efter midsommar. Sommarmarknaden har på senare[när?] tid haft cirka 500 knallar samt cirka 150 000 besökare.

### Vintermarknaden
Ockelbo vintermarknad infaller alltid vecka 9. Under vintermarknaden erbjuds besökarna utöver försäljning bland annat skotersafari och hundspann.